# 歌え!ヤングヒット'76
『歌え!ヤングヒット'76』（うたえ ヤングヒットななじゅうろく）は、1976年4月5日から同年6月28日まで東京12チャンネル（現・テレビ東京）で放送されていた歌謡バラエティ番組である。放送時間は毎週月曜 19:00 - 19:54 （日本標準時）。

## 概要
笑福亭鶴光が司会を務めていた公開番組で、1976年当時の若者たちの間でヒットしていた曲を中心に構成。ゲストに迎えたアイドルと来場者が一体となって作り上げることをコンセプトにしていた。